# Anthoceros venosus
Anthoceros venosus là một loài rêu trong họ Anthocerotaceae. Loài này được Lindenb. & Gottsche mô tả khoa học đầu tiên năm 1846.